# Olesin (powiat turecki)
Olesin – wieś w Polsce położona w województwie wielkopolskim, w powiecie tureckim, w gminie Władysławów, w bezpośrednim sąsiedztwie autostrady A2.
Wsią sołecką Olesin stał się w 2007 roku.
W latach 1975–1998 miejscowość administracyjnie należała do województwa konińskiego.

## Pomnik przyrody
W pobliżu autostrady A2 rośnie dąb szypułkowy, o wysokości 20 metrów i obwodzie 390 cm (na wysokości 1,3 m).